# Archive Team
Archive Team ist der Name einer Gruppe, die sich der Elektronischen- und der Web-Archivierung widmet. Sie wurde im Jahr 2009 von Jason Scott mitbegründet. Sie sieht ihre Hauptaufgabe darin, Inhalte von Onlinediensten zu kopieren und vor dem Verschwinden zu bewahren, bei denen der weitere Bestand nicht gesichert ist. Beispiele dafür sind die teilweise Sicherung von GeoCities, Yahoo! Video, Google Video, Splinder, Friendster, FortuneCity, TwitPic, SoundCloud und dem Aaron Swartz Memorial JSTOR Liberator. Archive Team archiviert außerdem regelmäßig Kurz-URL-Dienste und Wikis.
Jason Scott zufolge wurde Archive Team aus der Wut und dem Gefühl der Machtlosigkeit heraus gegründet, die sie gegenüber Unternehmen verspürten, die für sie entschieden, welche Inhalte erhaltenswert seien und welche nicht. Nach Scott sei es nicht die Aufgabe des Archive Teams herauszufinden, was wertvoll oder bedeutend ist. Gearbeitet werde nach folgenden Tugenden: Wut, Paranoia und Kleptomanie.

## Warrior-Tracker-System
Archive Team besteht aus einem losen Zusammenschluss von unabhängigen Usern. Wie auf dem Projektwiki zu lesen ist, wird zum Archivieren ein sogenannter Warrior benutzt, eine auf eine Virtuelle Maschine aufsetzende Umgebung, mit der von einzelnen Nutzern zuvor heruntergeladene Seiten hochgeladen werden. Dafür führt der Archivar eine virtuelle Maschine auf seinem Computer aus, welche vom Hostbetriebssystem unabhängig ist. Die heruntergeladene Seite wird dann automatisch in das Archive-Team-Repository integriert, welches vom Internet Archive gehostet wird. Der Warrior läuft in Verbindung mit einer Software, die Tracker genannt wird. Diese Software verfolgt den Fortschritt und die einzelnen Projekte über eine Bestenliste. Der Tracker ist außerdem verantwortlich für die Delegation der Projekte auf die User bzw. Warrior.

## Projekte
Google Plus ist das mit Stand vom Mai 2019 bisher größte Projekt, mit einer Größe von 1,56 Petabytes. Ein weiteres Projekt, das WikiTeam, hat sich der Sammlung von MediaWiki-Dumps verschrieben und mit Stand 2020 über 250.000 Wiki-Datenbanken gesichert, darunter auch viele Regiowikis und Fan-Wikis.